# II. Szadet Giráj krími kán
II. Szadet Giráj (krími tatár: II Saadet Geray, ٢ سعادت كراى), (? — 1587) 1584-ben két hónapig krími tatár kán volt.
Szadet fia volt II. Mehmed Girájnak. Édesapja uralkodása idején a kalga, majd az ő számára létrehozott núreddin tisztséget viselte. 1584-ben a török szultán leváltotta káni méltóságáról II. Mehmedet, és helyére II. Iszlám Girájt nevezte ki. Szadet apjával együtt a Kis Nogáj Hordához menekült, ám a krími Manszur klán támogatásával visszatért, elfoglalta Bahcsiszerájt és II. Iszlámot trónfosztottnak nyilvánította. Ki is nevezte kormányzatát: Szafa öccse kalga lett, Murád öccse pedig núreddin. Azonban alig két hónap múlva török csapatok érkeztek Iszlám segítségére, Szadet pedig elmenekült Asztrahányba, ahol az elkövetkező három évben az oroszok ellen harcolt.

1587-ben Szadet váratlanul meghalt. Állítólag az orosz cár ölette meg, akinek tudomására jutottak azok a titkos tárgyalások, mellyel az asztrahányi kánságot oszmán fennhatóság alá akarták vonni. Bahcsiszerájban, a családi sírboltban temették el.

## Fordítás
Ez a szócikk részben vagy egészben  a(z)   Саадет II Герай című orosz Wikipédia-szócikk ezen változatának fordításán alapul.  Az eredeti cikk szerkesztőit annak laptörténete sorolja fel. Ez a jelzés csupán a megfogalmazás eredetét és a szerzői jogokat jelzi, nem szolgál a cikkben szereplő információk forrásmegjelöléseként.
| Előző uralkodó: II. Mehmed Giráj | Krími kán 1584 | Következő uralkodó: II. Iszlám Giráj |